# 叶卡捷琳娜·盖尼什
叶卡捷琳娜·帕夫洛夫娜·盖尼什（2006年3月18日—），俄罗斯、乌兹别克斯坦女子花样滑冰运动员，2024年加拿大大奖赛双人滑银牌得主、2025年亚洲冬季运动会双人滑金牌得主。